# Райнд, Алекс
Александер (Алекс) Райнд (англ. Alexander "Alex" Rhind; 20 сентября 1849, Абердин, Шотландия — 22 января 1922, Глазго, Шотландия) — шотландский футболист, нападающий, выступавший за «Куинз Парк» и национальную сборную Шотландии. Участник первого официального международного футбольного матча.

## Биография
Алекс играл за клуб «Куинз Парк» в 1872—1876 годах и трижды выиграл кубок Шотландии в составе этой команды. В то время не вёлся подсчёт клубной статистики игроков, однако известно, что 6 ноября 1875 года нападающий принимал участие в матче кубка Шотландии против клуба «Нозерн». После ухода из «Куинз Парк» Алекс занимал пост президента в клубе «Каледониан» — предшественнике «Инвернесс Каледониан Тисл». Свою единственную игру национальную сборную Шотландии нападающий провёл 30 ноября 1872 года: это был первый официальный международный футбольный матч со сборной Англии.
Бывший футболист умер в Глазго 22 января 1922 года.

## Статистика выступлений за сборную Шотландии
| Матчи и голы Райнда за сборную Шотландии | Матчи и голы Райнда за сборную Шотландии | Матчи и голы Райнда за сборную Шотландии | Матчи и голы Райнда за сборную Шотландии | Матчи и голы Райнда за сборную Шотландии | Матчи и голы Райнда за сборную Шотландии |
| №                                        | Дата                                     | Оппонент                                 | Счёт                                     | Соревнование                             |                                          |
| ---------------------------------------- | ---------------------------------------- | ---------------------------------------- | ---------------------------------------- | ---------------------------------------- | ---------------------------------------- |
| 1                                        | 30 ноября 1872                           | Англия                                   | 0:0                                      | Товарищеский матч                        |                                          |

Итого: 1 матч / 0 голов; 0 побед, 1 ничья, 0 поражений.

## Достижения

### Командные
«Куинз Парк»
- Обладатель Кубка Шотландии (3): 1874, 1875, 1876